# Begraafplaats Rusthof

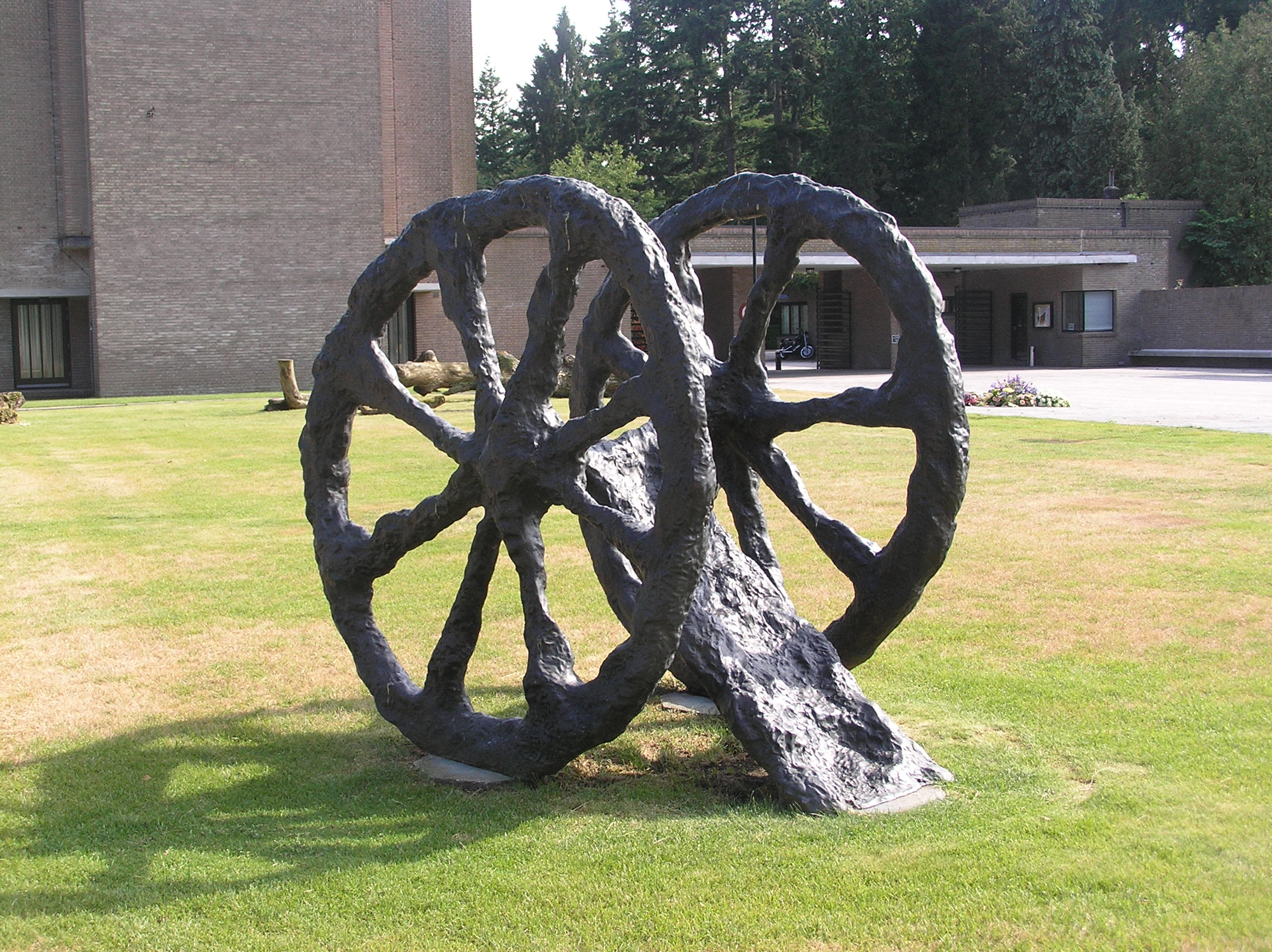
Sculptuur bij de ingang

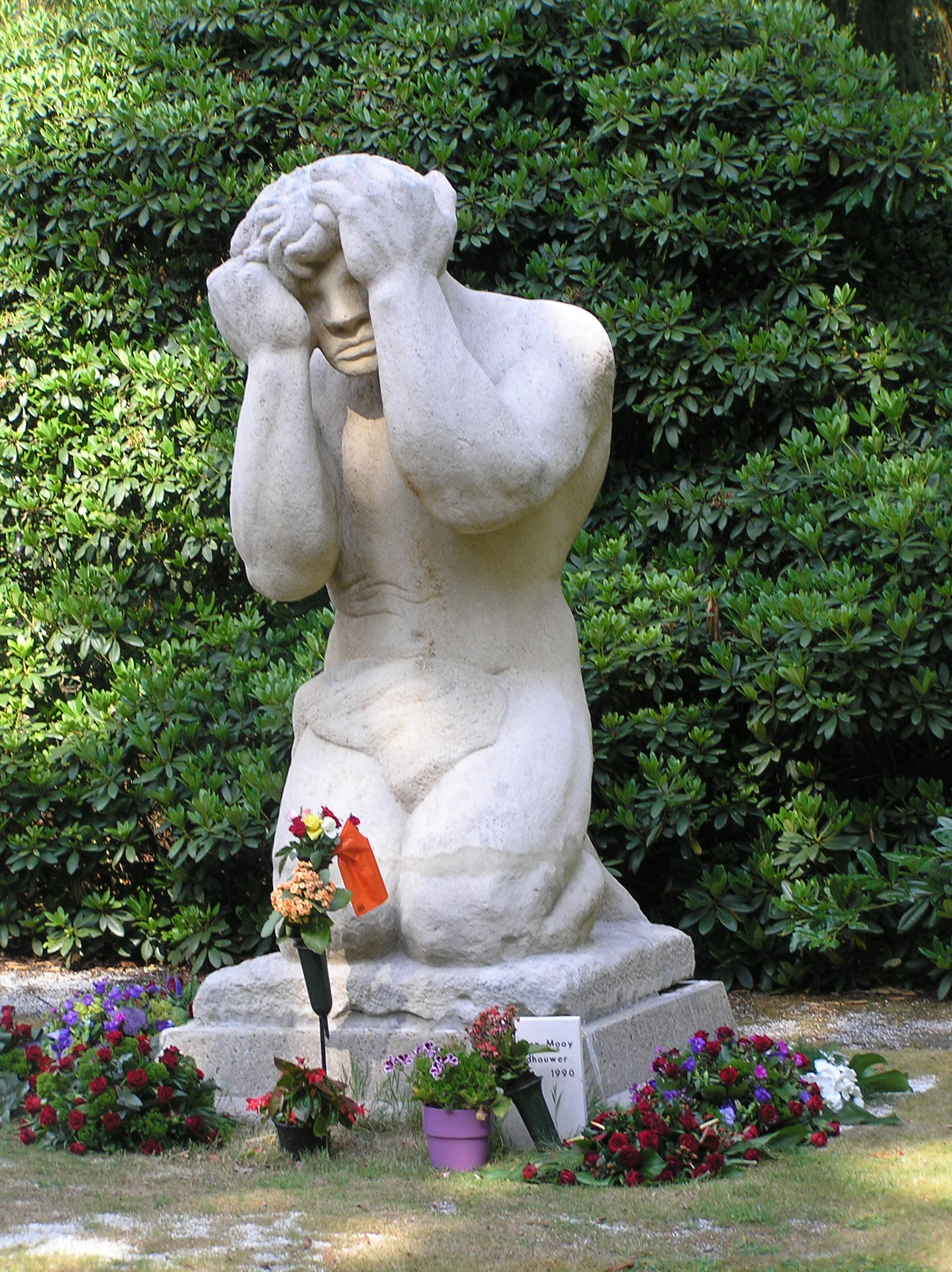
Beeld "Wenende Man" op het asstrooiveld

Begraafplaats Rusthof is een algemene begraafplaats aan de Dodeweg in de Nederlandse gemeente Leusden. Ook Crematorium Amersfoort is er gevestigd.
De begraafplaats is aangelegd door de gemeente Amersfoort, maar ligt in buurgemeente Leusden.
De grootte is ca. 29 hectare. Er is een kinderhof, er zijn diverse oorlogsgraven en er is een asstrooiveld.
De bedrijfsvoering wordt verzorgd door Crematorium en Begraafplaatsen Amersfoort (CBA). 
De vereniging "Vrienden van Begraafplaats Rusthof Amersfoort" behartigt de belangen van nabestaanden en rechthebbenden.

## Geschiedenis
In 1923 nam de gemeente Amersfoort de eerste initiatieven om te komen tot de aanleg van een nieuwe begraafplaats. In 1931 kwam het gebouwencomplex gereed: een aula met aan weerszijden een woning met dienstruimten, gebouwd in een zakelijk expressionistische stijl. De ontwerper was stadsarchitect ir. C.B. van der Tak. De lange toegangsweg werd geflankeerd door naaldbomen. Op 1 januari 1932 vond de eerste begrafenis plaats, die van L. Eysink, medefirmant van de motoren- en rijwielfabriek Eysink te Amersfoort.
Door behoefte aan een begraafplaats voor de Amersfoortse rooms-katholieke gemeenschap, werd in de jaren vijftig tegenover de ingang op een nieuw terrein de begraafplaats Maranatha aangelegd. De eerste begrafenis daar was in 1961.
Door de aanleg van de autosnelweg A28 in de jaren 80 van de twintigste eeuw, ligt Maranatha geïsoleerd ten opzichte van Rusthof. Het viaduct in de Dodeweg is de enige verbinding. Ondanks deze scheiding wordt het beheer door de medewerkers van Rusthof uitgevoerd.
Er vond in 1961-1963 een verbouwing plaats onder leiding van toenmalig stadsarchitect L.J. Linssen.
De aula werd verbouwd waardoor hij meer open en lichter werd. De linker dienstwoning werd verbouwd tot rouwkamers en wachtruimte voor familie. In 1965 werd ook de andere dienstwoning verbouwd; hier kwamen verblijfsruimten voor het personeel. In het laatste kwart van de 20e eeuw werd de begraafplaats uitgebreid. Aan de zuidzijde kwam onder meer een grafvak voor islamitische begravingen. Later, tegen het eind van de eeuw, vond aan de oostzijde uitbreiding plaats. Begin jaren 80 kwam een deel van de toegangsweg te vervallen door de aanleg van de autosnelweg A28.
In 1994 werd de aula gerenoveerd door architect Arnold Sikkel. Een deel van de wijzigingen uit de jaren 60 werd weer ongedaan gemaakt. De wacht- en condoleanceruimten kregen een lichtere aankleding. 
In 1989 vatte de gemeente het plan op om de begraafplaats te verkopen. De koper zou die dan kostendekkend kunnen gaan maken door aanleg van een crematorium. Deze plannen stuitten op verzet, hetgeen leidde tot oprichting van de vereniging Vrienden van Begraafplaats Rusthof Amersfoort.
De gemeente trok het verkoopplan in, maar wilde wel een crematorium toevoegen. Eind jaren negentig werd een begin gemaakt met de uitvoering; in 2002 was het crematorium gereed.
In 2007 was met 11.000 graven de capaciteit van de begraafplaats bereikt. De begraafplaats, inclusief het Sovjet ereveld, heeft de status van rijksmonument.
In 2021 kwam de directeur van de begraafplaats in opspraak toen hij toestemming heeft gegeven voor een groep paranormale onderzoekers die op een avond in contact probeerden te komen met geesten van overleden kinderen. Dit leidde tot grote woede van nabestaanden van kinderen die hier begraven liggen.

## Oorlogsgraven

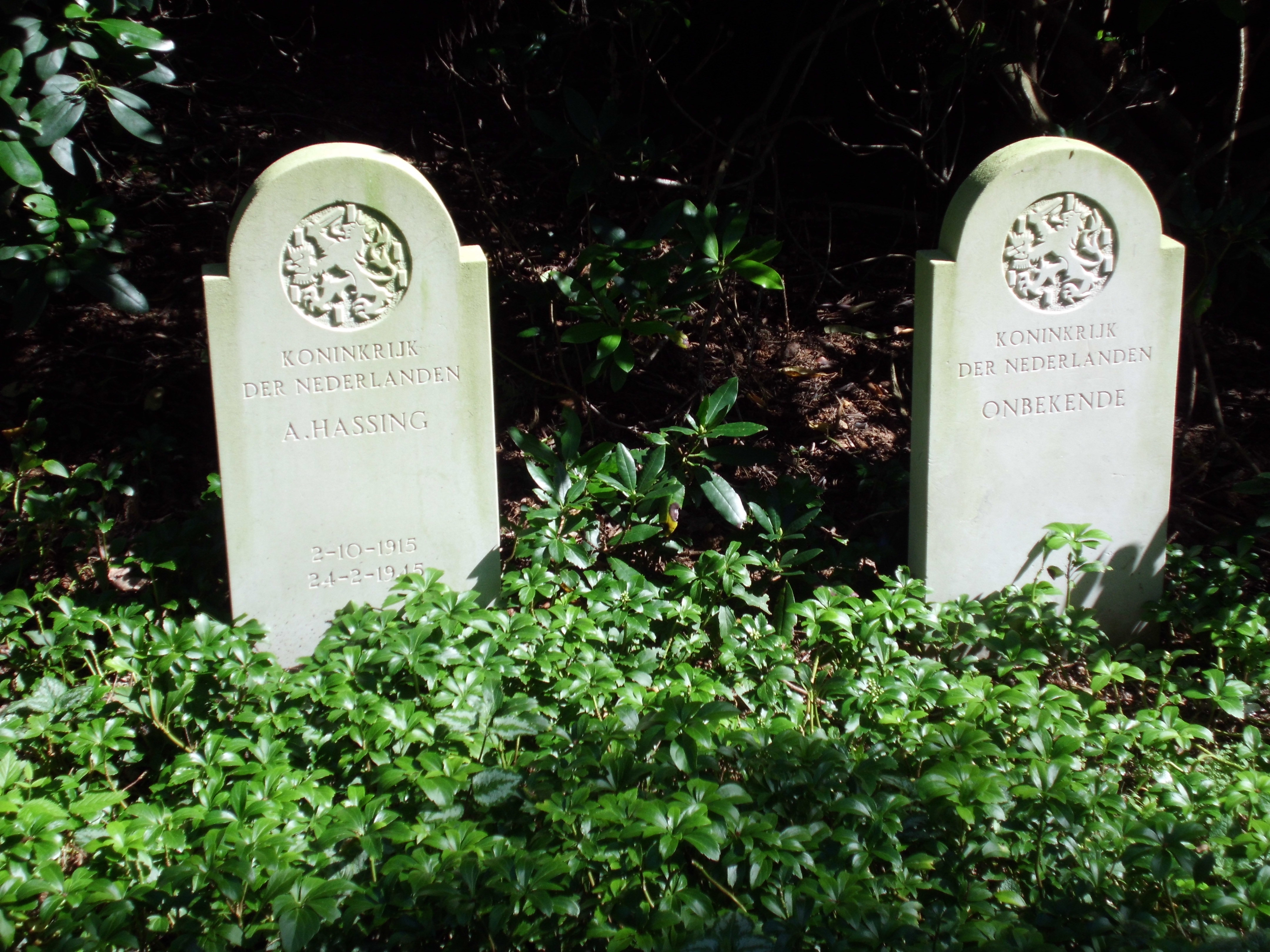
Nederlandse oorlogsgraven

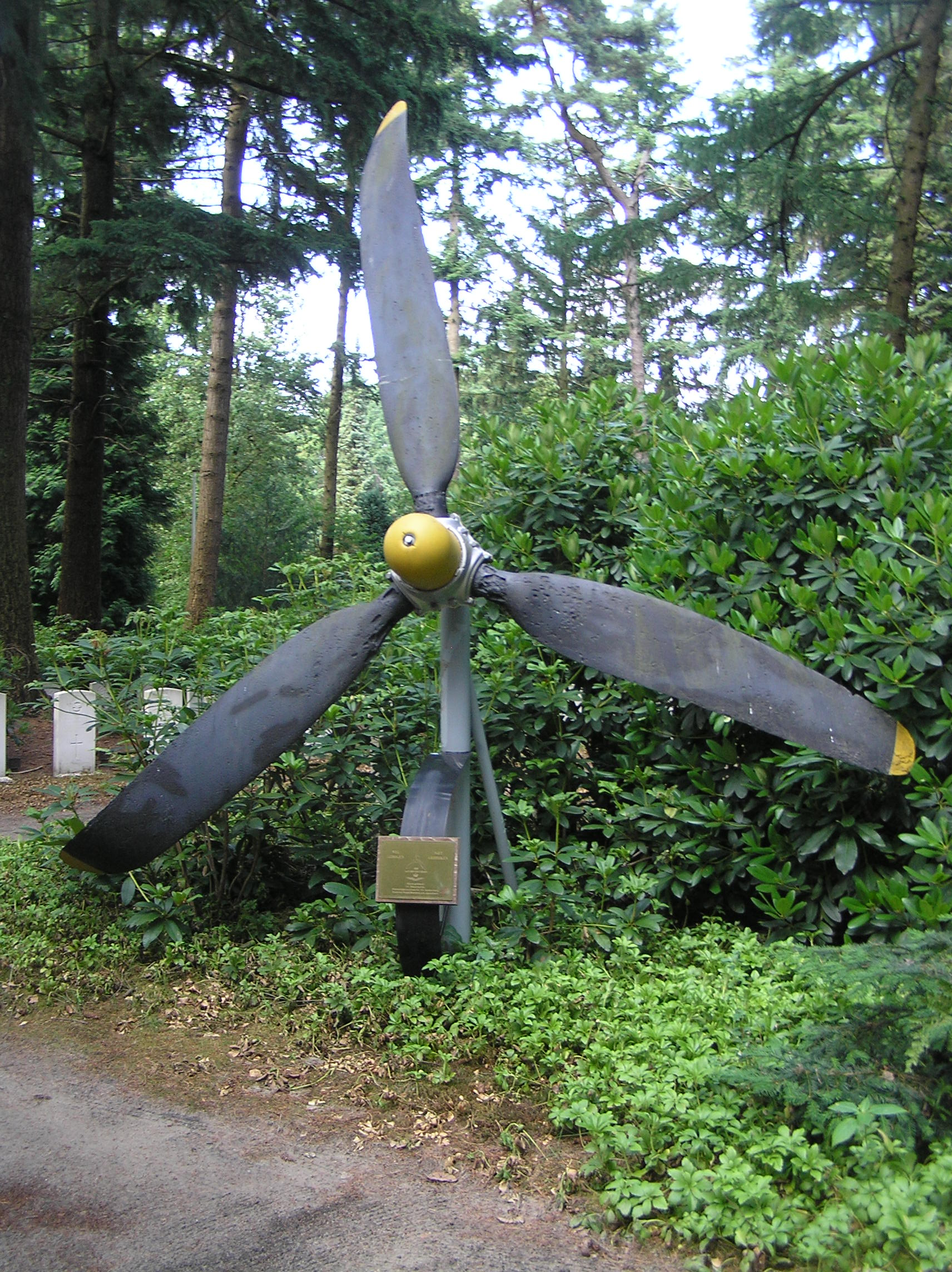
Monument "Wel gebogen niet gebroken" ter nagedachtenis aan de gevallen vliegers

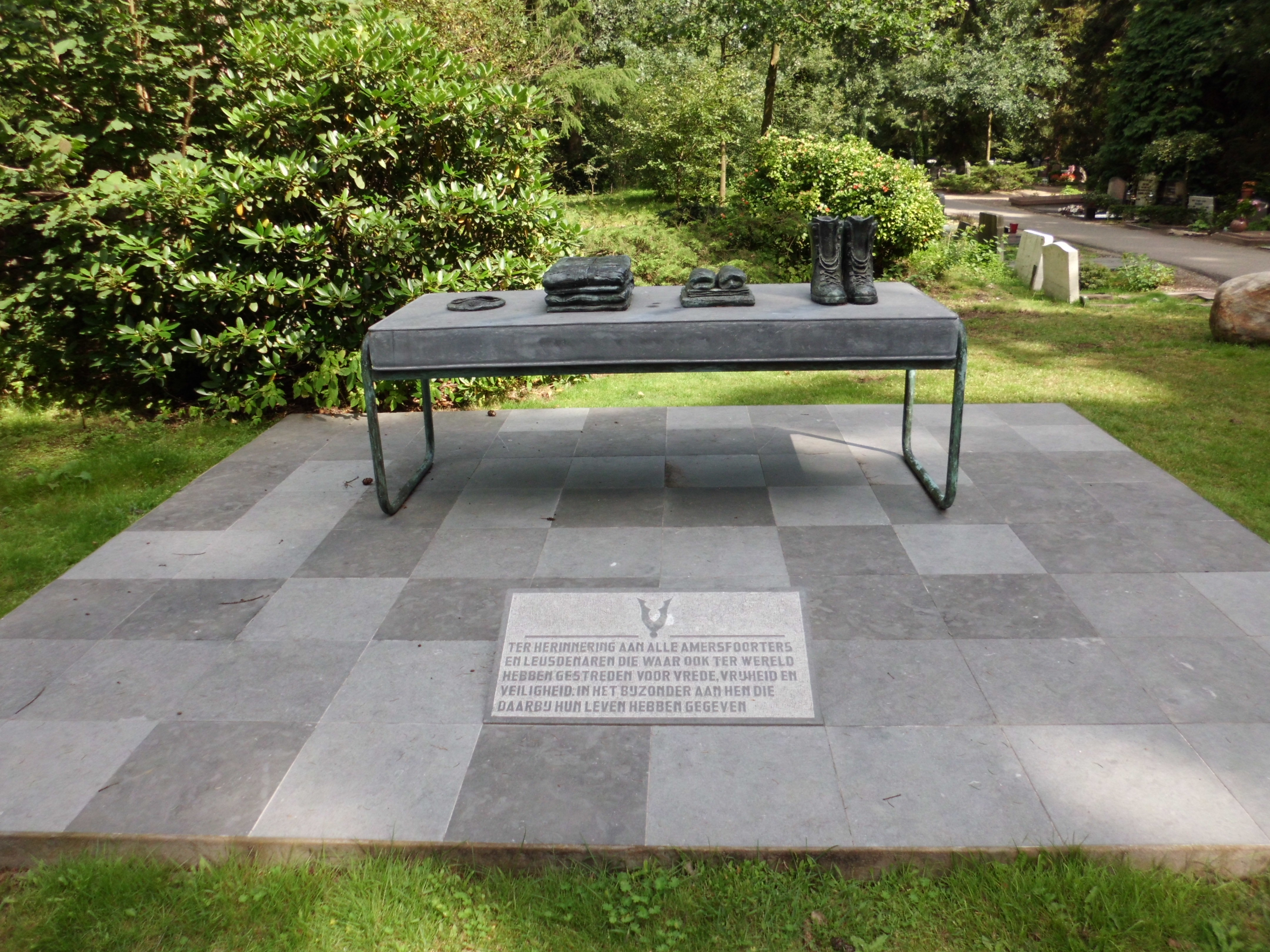
Monument voor alle Leusdense en Amersfoortse militaire veteranen

Op en bij de begraafplaats bevinden zich militaire graven. Er is jaarlijks op 4 mei een stille tocht in het kader van de dodenherdenking.

### Sovjet Ereveld Leusden
Op het Sovjet Ereveld Leusden liggen ruim 800 soldaten uit de voormalige Sovjet-Unie begraven.

### Slachtoffers uit Kamp Amersfoort
Tijdens de Tweede Wereldoorlog ontstond Kamp Amersfoort in de directe nabijheid van de begraafplaats. De fusilladeplaats van het kamp lag op een paar honderd meter afstand. Veel geëxecuteerden zijn later herbegraven op Rusthof. Er liggen 150 slachtoffers uit Kamp Amersfoort begraven, waaronder verzetsstrijders, politieke gevangenen, gijzelaars en onderduikers.

### Geallieerden
Rondom het Engelse monument met het "Cross of Sacrifice" liggen 234 geallieerde militairen begraven. Van hen zijn 144 zijn afkomstig uit het Verenigd Koninkrijk, 60 uit Canada, 11 uit Australië, 13 uit Nieuw-Zeeland en 6 uit Polen. Twaalf daarvan zijn naamloos. De meesten kwamen om het leven onderweg naar of van bombardementen op Duitsland.
Naast doden van de Engelse, Canadese, Australische en Nieuw-Zeelandse luchtmacht liggen hier ook vliegtuigbemanningen uit België en Frankrijk.

### Overige
De overige buitenlanders zijn grotendeels in Duitse gevangenschap gestorven. Zij lagen oorspronkelijk op de Amerikaanse begraafplaats in Margraten.

## Graven van bekende Nederlanders
- Anton Abbenbroek;
- Gerrit Achterberg;
- Lex Althoff;
- Philip Bloemendal;
- ds. Dirk Arie van den Bosch;
- Maurits de Brauw;
- Bert Haars;
- Pieter Harting;
- Alexandra Terlouw-van Hulst;
- Willem G. van Maanen;
- Toon Tieland;
- Conny Vandenbos.

## Gecremeerd
- Koos Alberts;
- Mies Bouwman;
- Leen Timp;
- Benny Neyman;
- Henk Rooimans;
- Joop Traarbach.